# Volio de San Ramón
Volio es un distrito del cantón de San Ramón, en la provincia de Alajuela, de Costa Rica.

## Geografía
Volio cuenta con un área de 20,67 km² y una altitud media de 1160 m s. n. m.

## Demografía
Para el año 2022, Volio cuenta con una población estimada de 3739 habitantes, y para el último censo efectuado, en 2011, Volio contaba con una población de 2270 habitantes.

## Localidades
- Poblados: Alto Villegas, Bajo Tejares, Dulce Nombre, Sifón.

## Transporte

### Carreteras
Al distrito lo atraviesan las siguientes rutas nacionales de carretera:
- Ruta nacional 703